# Асрар, Мухаммед Кязым
Мухаммед Кязым Асрар (азерб. Məhəmməd Kazım Əsrar; род. 1848, Тебриз, Каджарское государство) также Асрар Тебризи (азерб. Əsrar Təbrizi) — азербайджанский поэт, переводчик и собиратель литературных произведений второй половины XIX века.

## Биография
Мухаммед Кязым Ассар родился в 1848 году в городе Тебриз. Он принадлежал к числу дервишей тариката Ниматуллахи.

## Творчество
Мухаммед Кязым писал произведения на азербайджанском языке под псевдонимом «Алишах». Имеется его диван, состоящий из 25 000 бейтов. Помимо этого он собирал сведения о других поэтах и их произведения. Алишах написал две книги — «Бехджатуш-шуара» и «Хадигатуш-шуара». В первой рассказывается о 86 поэтах в основном Южного Азербайджана, и представлены их произведения. Избранные произведения из книги были собраны вместе в 1880 году, но так и не изданы.

## Примечание
1. 1 2  Ҹавад Һејәт, «Азәрбајҹан әдәбијјатына бир бахыш», с. 126
2. 1 2  Məhəmmədəli Tərbiyət, «Danişməndani-Azərbaycan», s. 132
3. 1 2  R. Y. Təbrizi, «XIX əsrdə Cənubi Azərbaycanda ictimai-ədəbi həyat və Əsrar Əlişah Təbrizi», s. 122
4. 1 2  Vüsalə Musalı, «Azərbaycan təzkirəçilik tarixi», s. 239